# マオウ属
マオウ属（マオウぞく、麻黄属、麻苧属、学名: Ephedra, エフェドラ属とも）はマオウ科に属す唯一の属。常緑低木でユーラシア（中国からヨーロッパの地中海沿岸）、北アフリカ、南北アメリカ大陸の乾燥地に50種ほどが分布する。

## 形態
葉は退化して鱗片状になっている。高さは数十センチメートル、茎は節で分岐する。雌雄異株で、花（胞子葉穂）は胞子葉が松かさ状に重なり節につく。

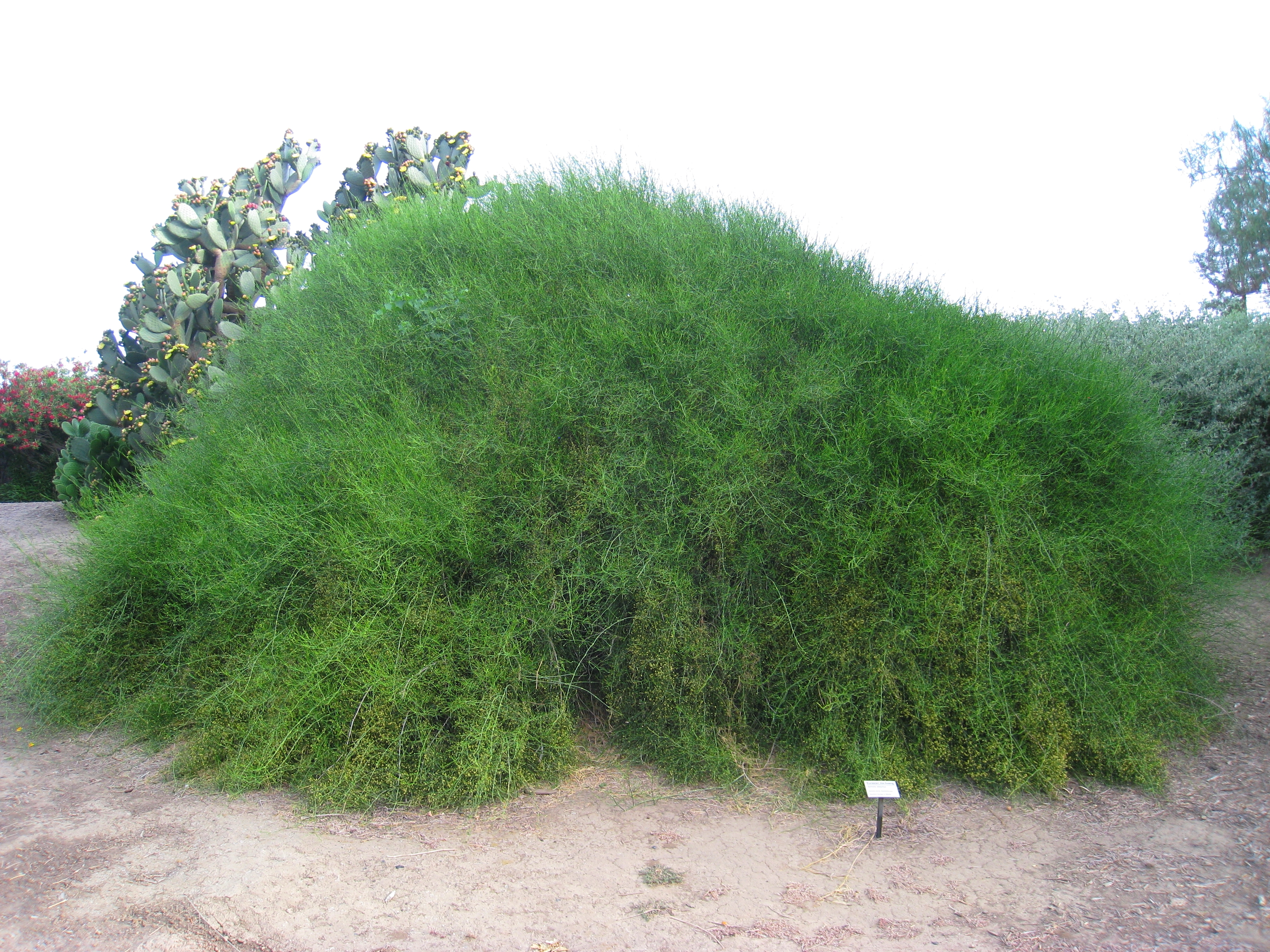
丸い樹形のものEphedra californica
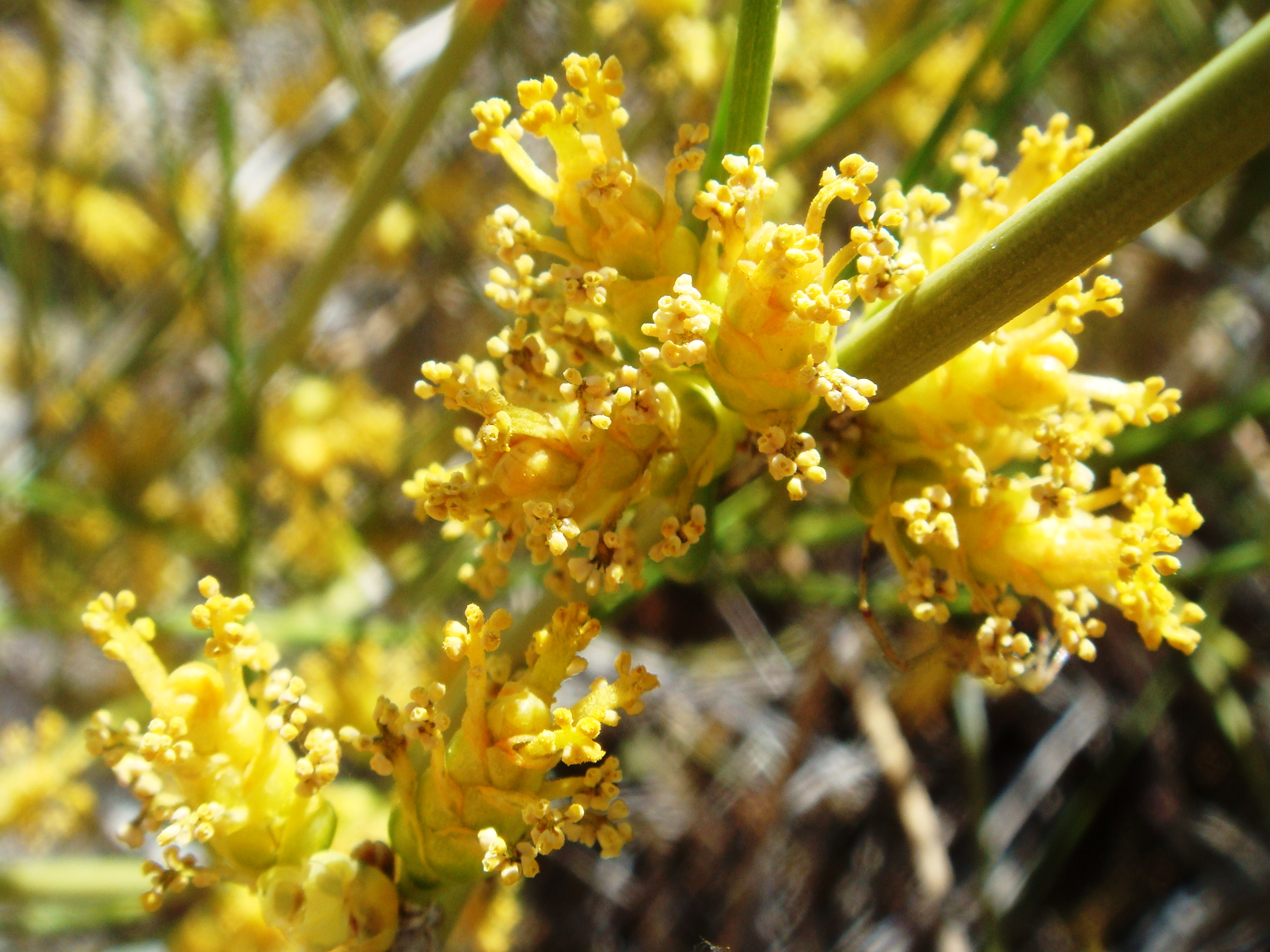
Ephedra aspera雄花
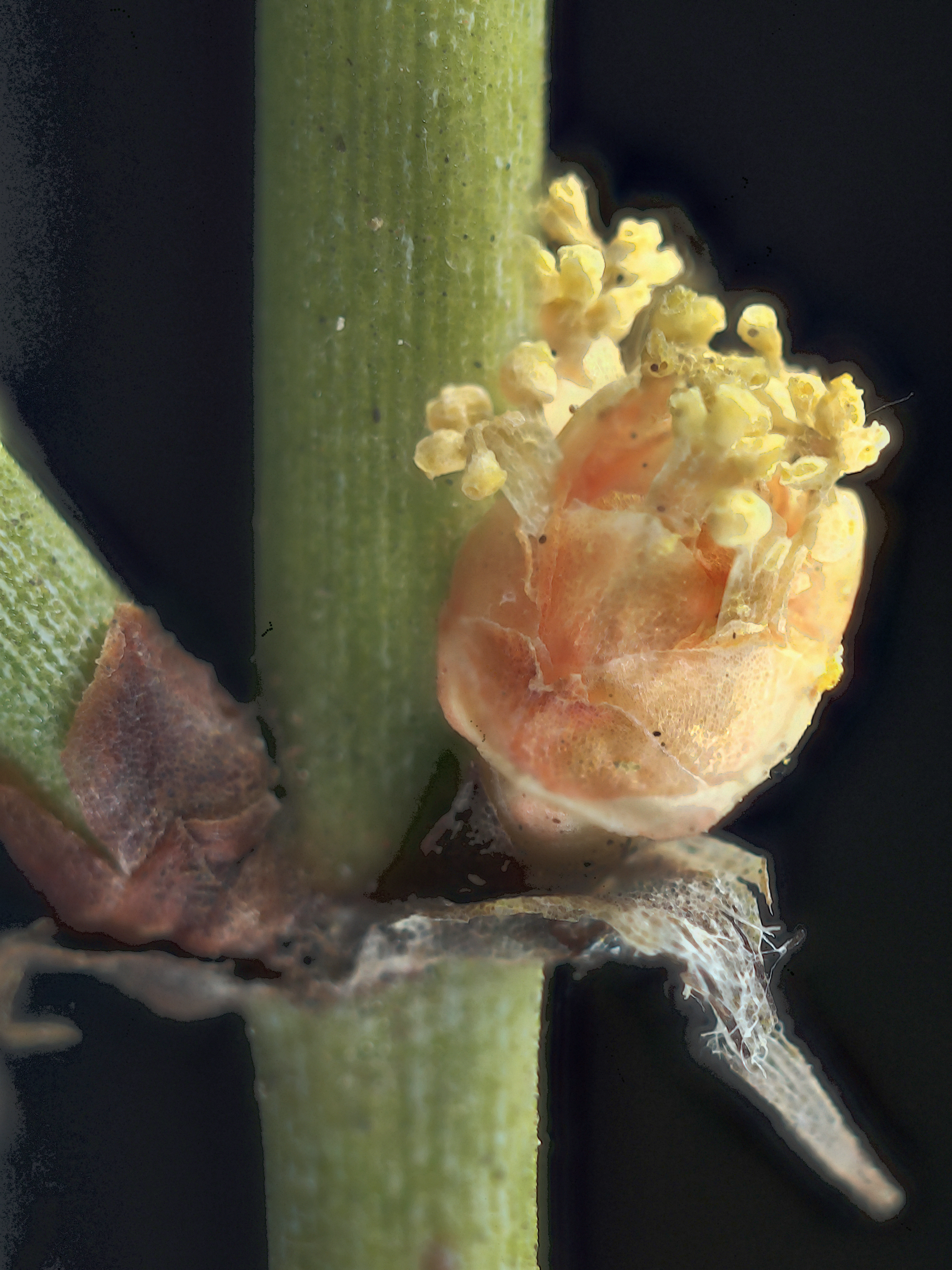
Ephedra californicaの雄花拡大図
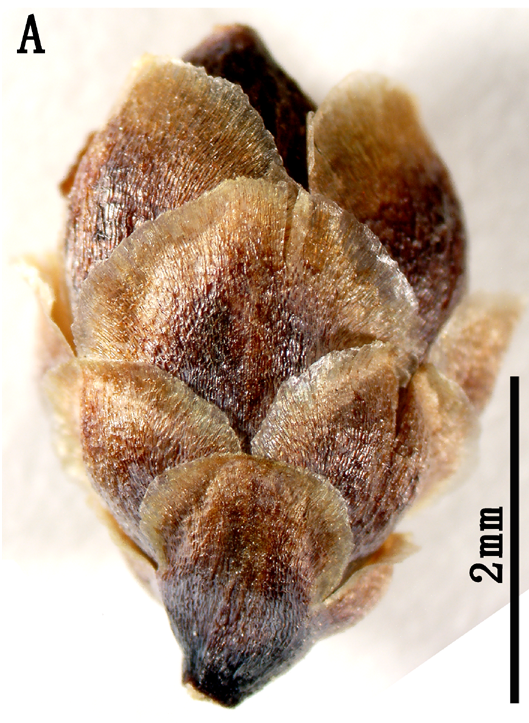
松かさのようになるEphedra californicaの雌花
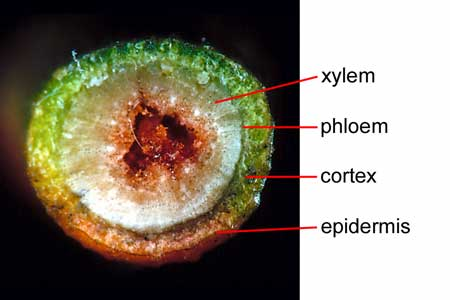
マオウ属の幹の断面図
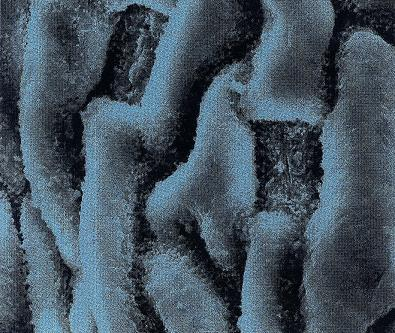
マオウ属の気孔の様子

## 人間との関係

### 麻黄
特に中国北部などの砂漠地帯に分布するシナマオウ（E. sinica：草麻黄）などの地上茎が、古くから生薬の麻黄として用いられた。日本薬局方においては、シナマオウ（E. sinica Stapf：草麻黄）、チュウマオウ（E. intermedia Schrenk et C. A. Meyer：中麻黄）、モクゾクマオウ（E. equisetina Bunge：木賊麻黄）を麻黄の基原植物とし、それらの地上茎を用いると定義している。
これには鼻詰まりに効果のある成分プソイドエフェドリンや、気管支喘息に効果のある成分エフェドリンが含まれる。1885年、長井長義は東京衛生試験所技手であった山科元忠の依頼により麻黄成分の研究を行い、これに含まれる天然物エフェドリンを発見、東京帝国大学医科大学（現東京大学医学部）の高橋順太郎・三浦謹之助に薬理学研究を委託。1888年にはエフェドリンの瞳孔散大、血圧上昇作用が明らかとなり、エフェドリンおよび関連アルカロイドの構造を決定した。
この散瞳作用は眼底検査などに応用されたが、漢方における麻黄本来の薬能と結びつく薬理作用は当時の西洋科学吸収の陰で忘れ去られた漢方医学のためか、当時はその効果は知られず（当時漢方医学が無視されていたためか）、陳克恢とカール・Ｆ・シュミットによって、気管支喘息治療に有効であることが明らかにされたのは、1924年のことであった。
アメリカなどではエフェドラと称してダイエット用に用いられたが、危険性が指摘されて多くの国で禁止された（エフェドリン参照）。アメリカではインディアンが自生種を茶のように飲用したこともある。また古代インド・イランの古文献に見える飲料ソーマやハオマ（向精神作用があるとされる）も、マオウ属の植物ではないかとする説がある。覚醒剤の原料植物でもある。

### 麻黄が含まれる漢方処方
- 麻黄湯、葛根湯、小青龍湯、麻杏甘石湯、防風通聖散など

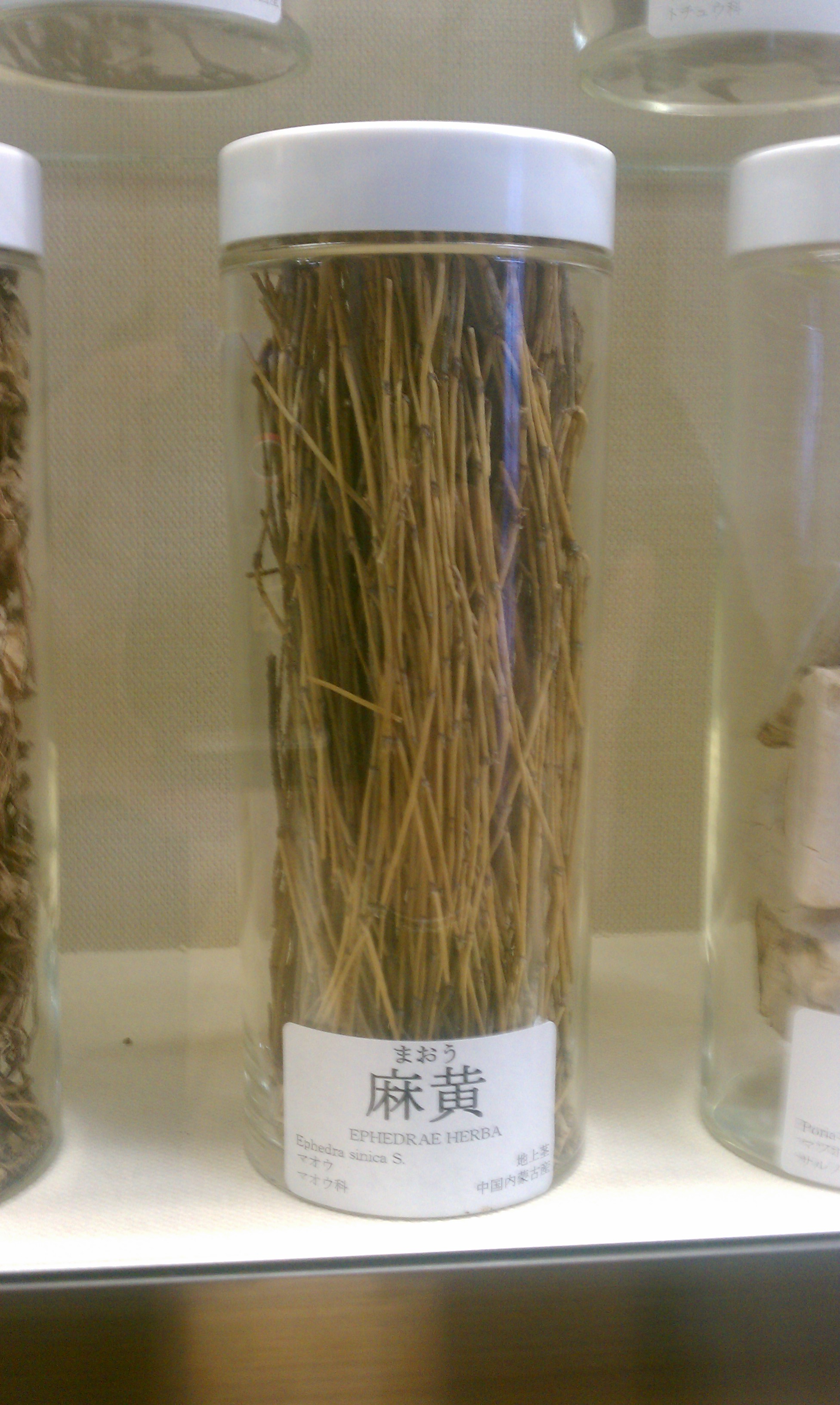
生薬麻黄
有効成分エフェドリン

## 下位分類
- Ephedra alata

和名未定の種。北アフリカからアラビア半島にかけて分布する。
- Ephedra altissima

和名未定の種。北アフリカおよびカナリア諸島に分布する。

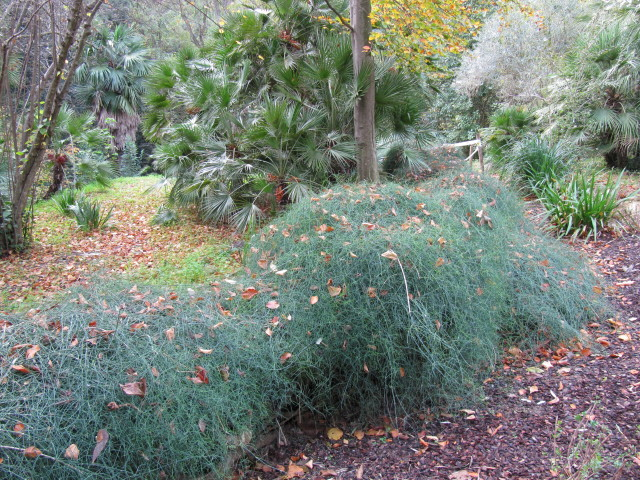
Ephedra altissima樹形

- Ephedra americana

和名未定の種。南米に分布する

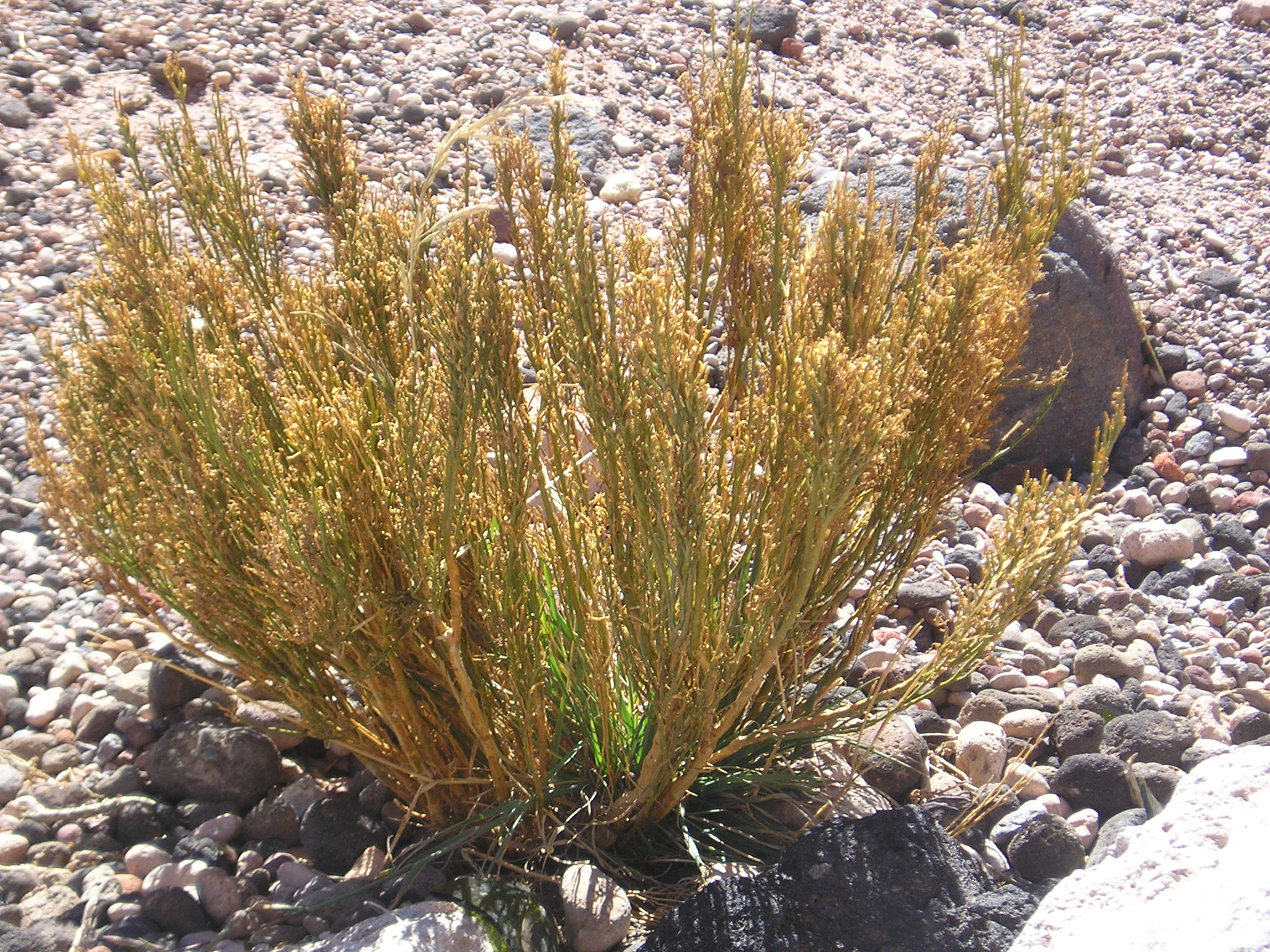
Ephedra americana樹形
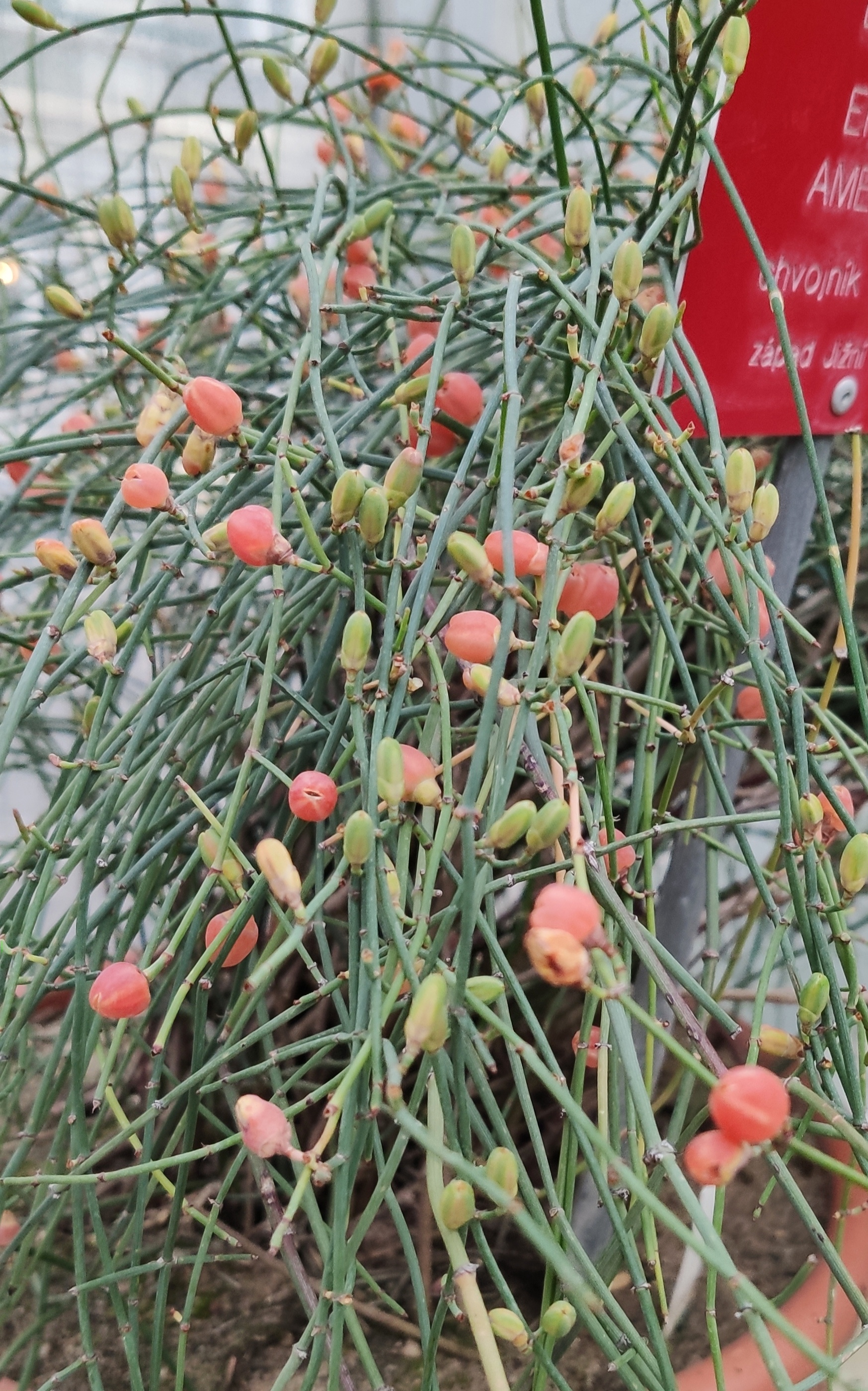
Ephedra americana雌花

- Ephedra antisyphilitica

アメリカ南部に分布する。

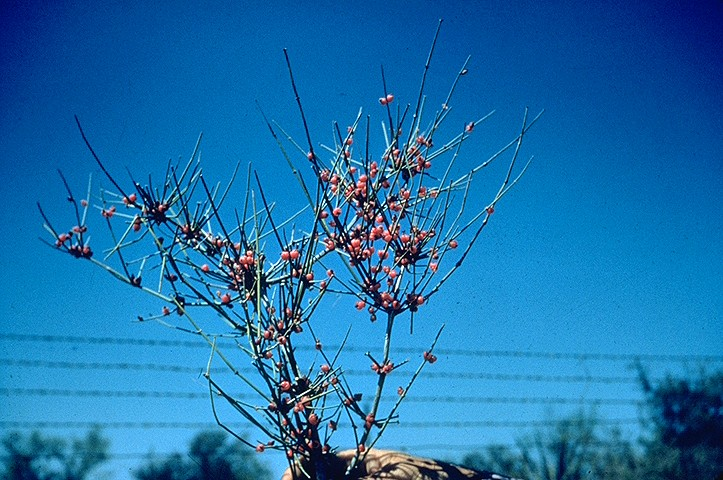
Ephedra antisyphilitica樹形

- Ephedra aphylla

北アフリカに分布する。
- Ephedra aspera

メキシコに分布する。
- Ephedra aurantiaca

中央アジアに分布する。
- Ephedra boelckei

アルゼンチンに分布する。
- Ephedra botschantzevii

中央アジアからシベリアに分布する。
- Ephedra breana

南米に分布する。
- Ephedra brevifoliata

イランに分布する。
- Ephedra californica

和名未定の種。アメリカ西部からメキシコにかけて分布し、種小名は分布地に因む

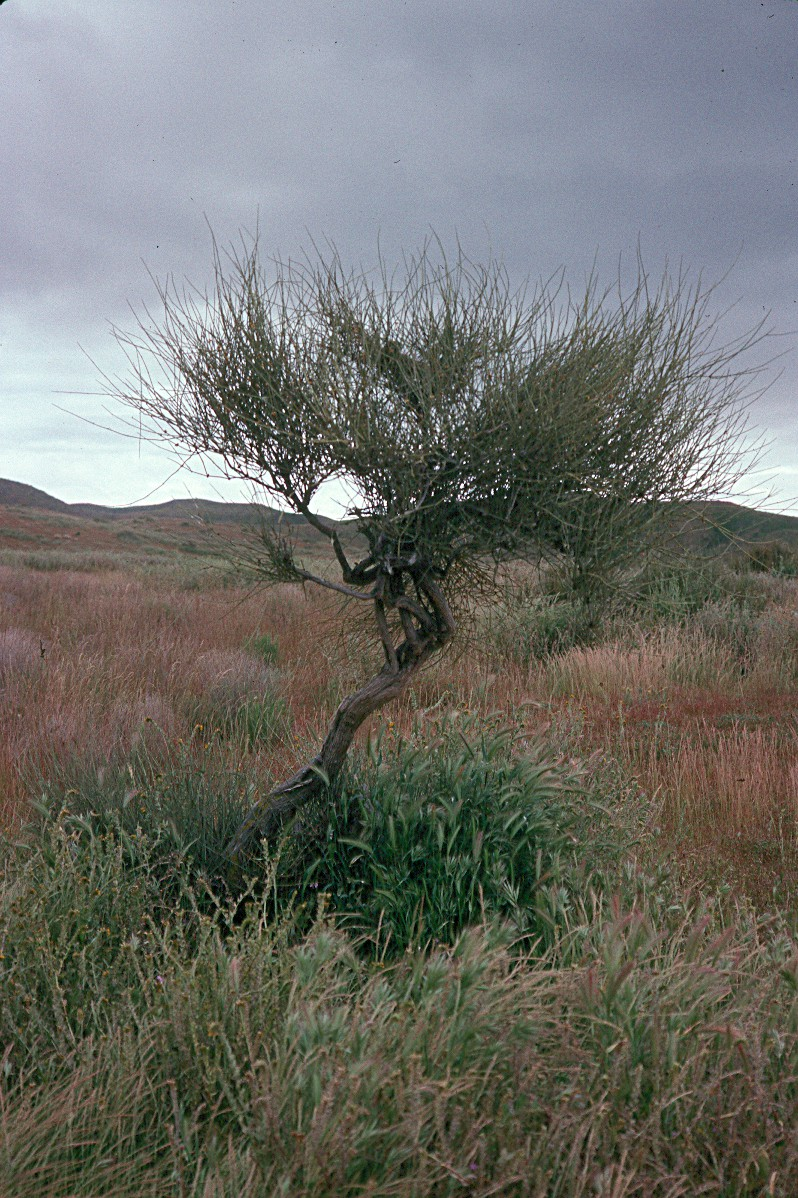
Ephedra californica樹形

- Ephedra chilensis

和名未定の種。南米に分布し、種小名は分布地に因む。現地名はpingo-pingo。

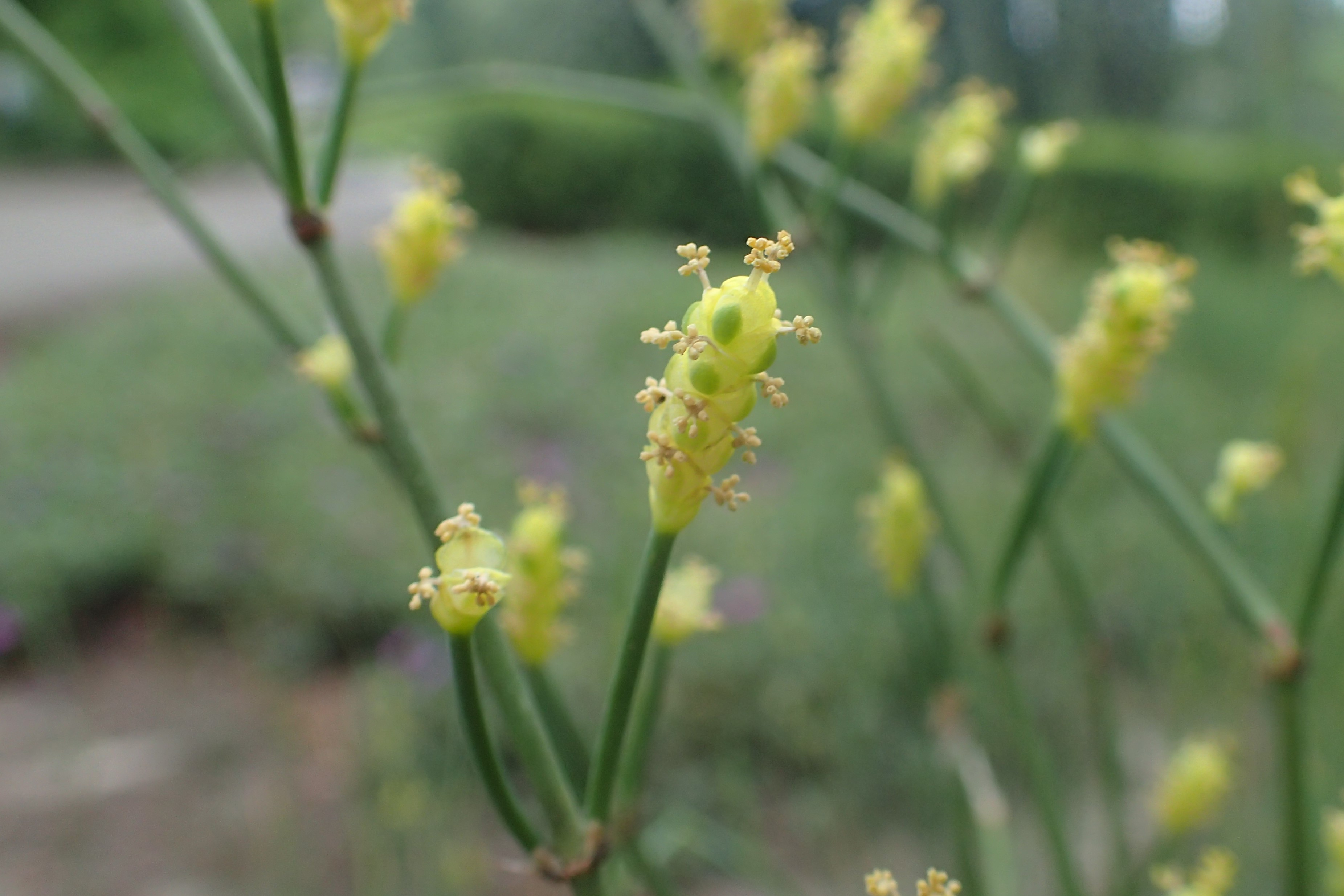
Ephedra chilensisの雄花
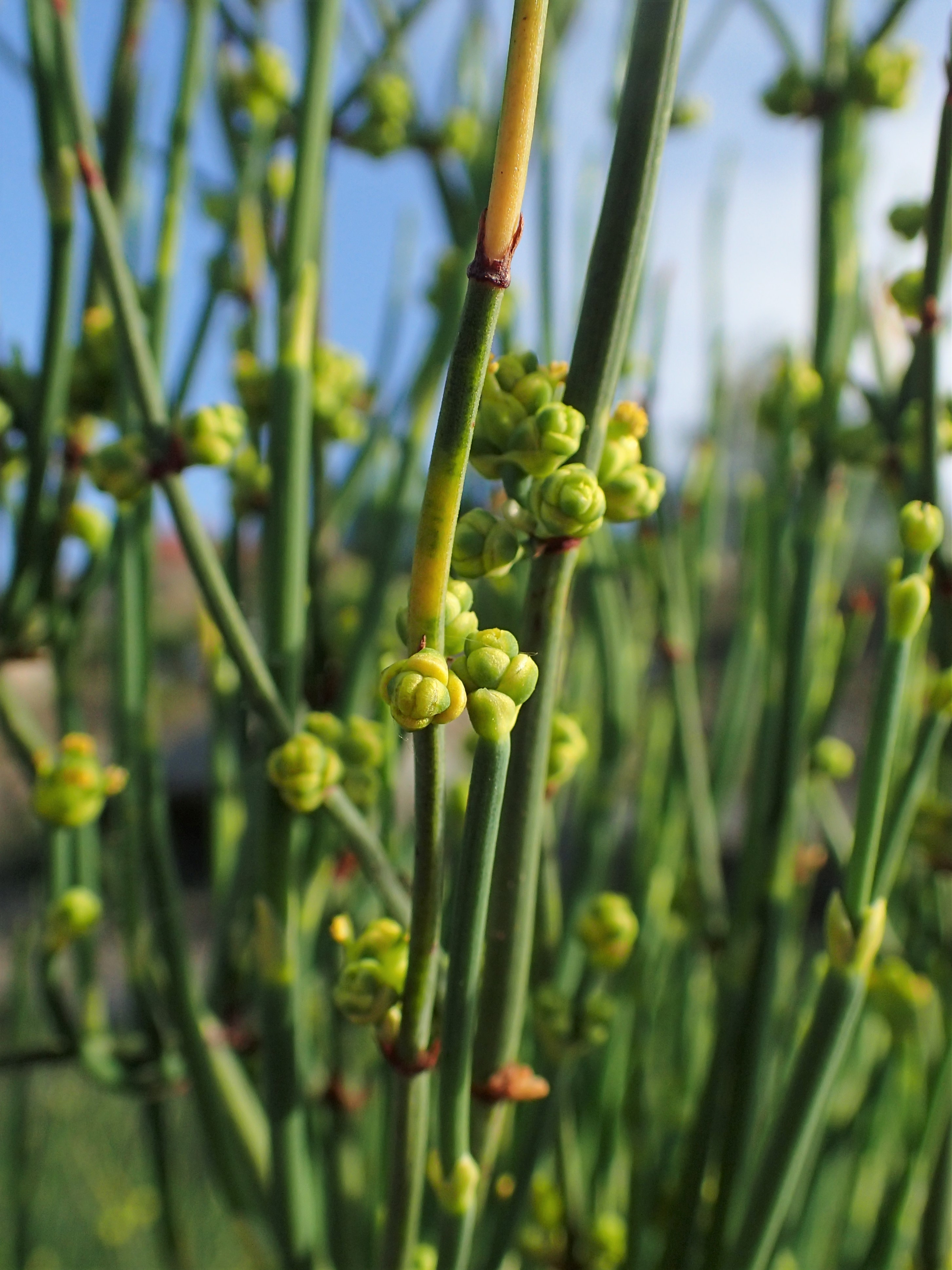
Ephedra chilensisの雌花

- Ephedra compacta

和名未定の種。メキシコに分布する。
- Ephedra coryi

和名未定の種。
- Ephedra cutleri

和名未定の種。
- Ephedra dahurica

和名未定の種。
- Ephedra dawuensis

和名未定の種。
- フタマタマオウ Ephedra distachya [5]

中国名は蛇麻黄。

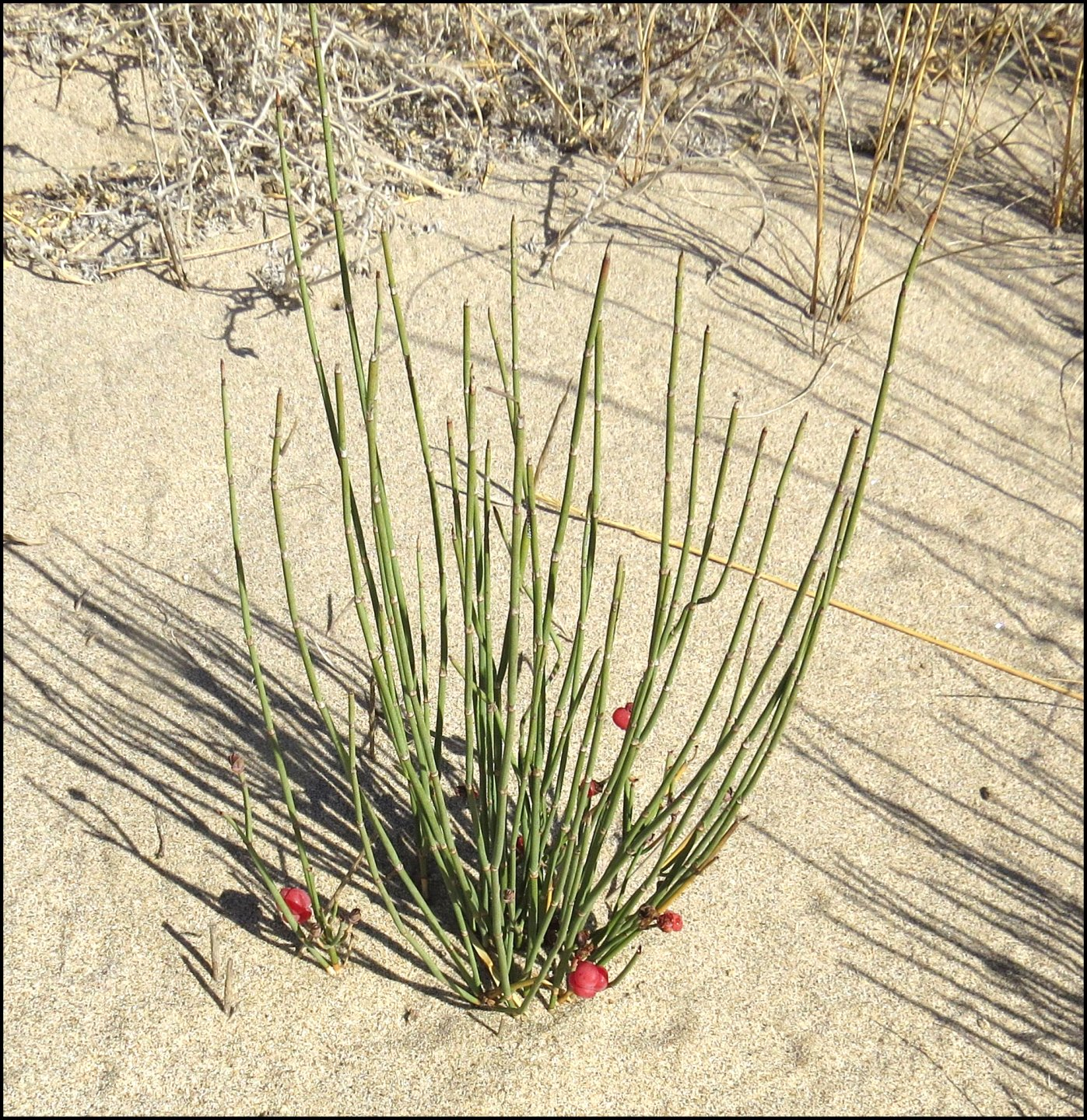
フタマタマオウ（E. distachya）の若い樹形
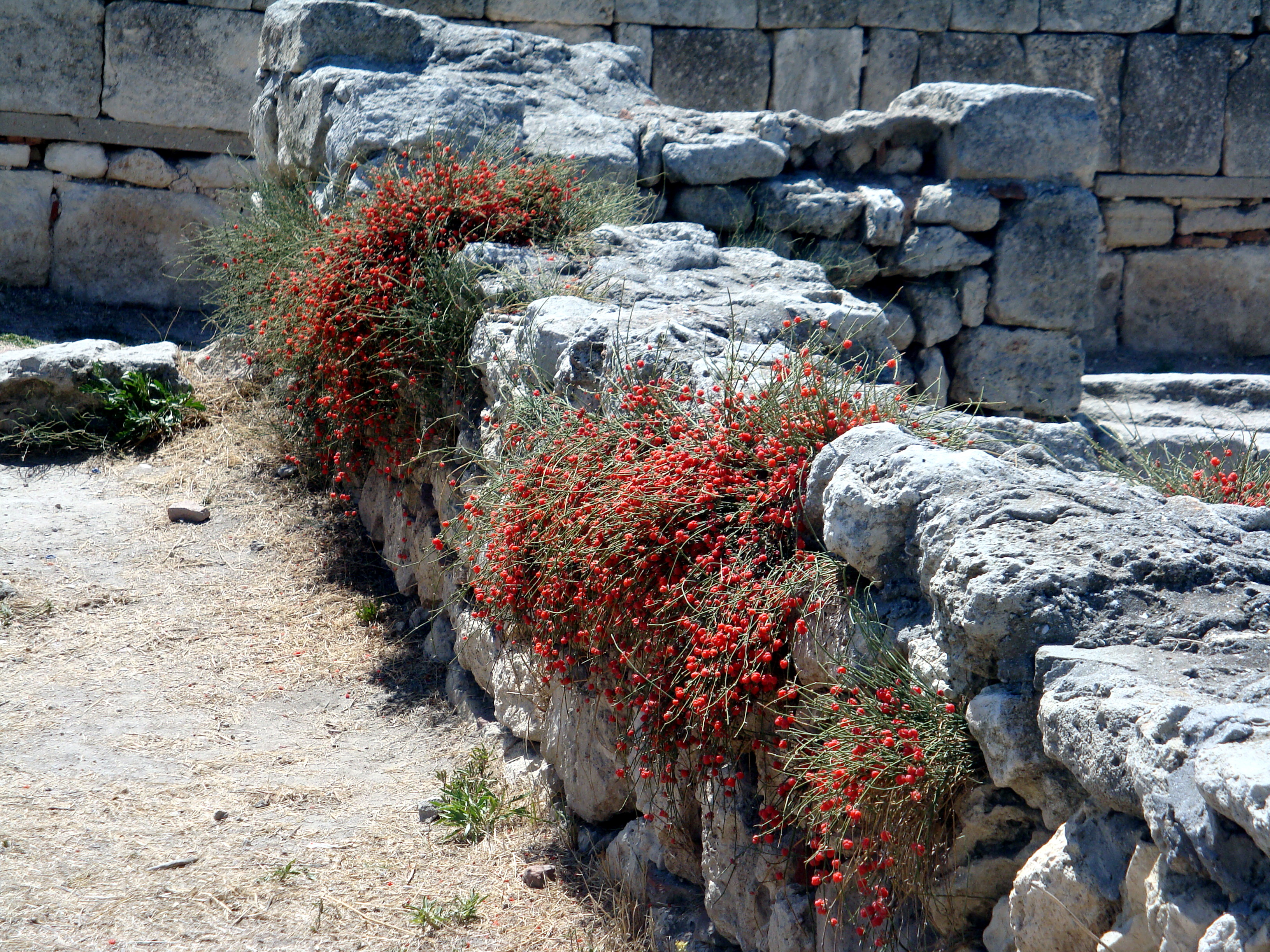
岩の隙間から生えるフタマタマオウ（E. distachya）
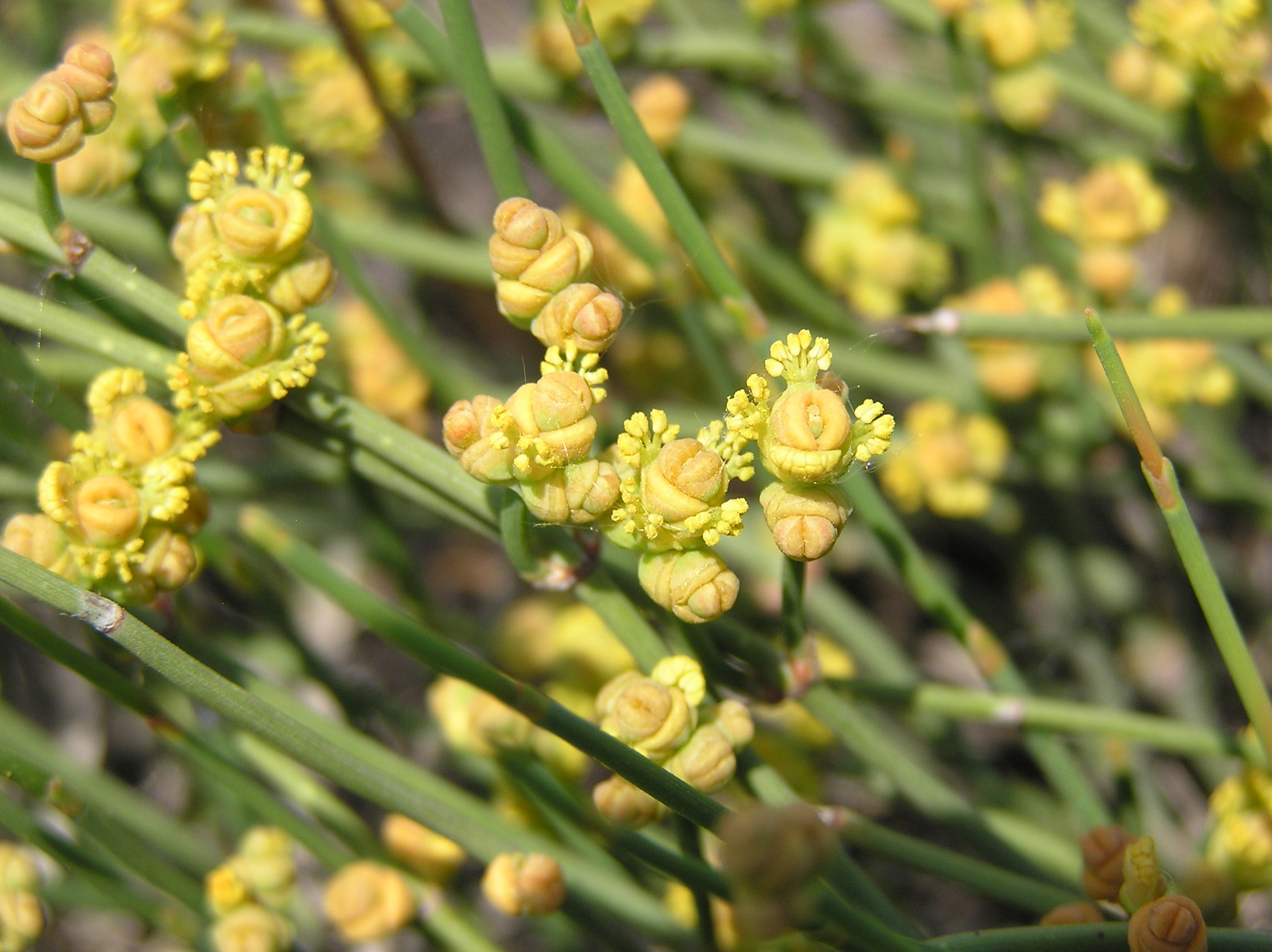
フタマタマオウの雄花

- キダチマオウEphedra equisetina[5]

- Ephedra fasciculata

和名未定の種。
- Ephedra fedtschenkoae
- Ephedra foeminea
- Ephedra foliata
- Ephedra fragilis
- Ephedra frustillata
- Ephedra funerea
- Ephedra gerardiana
- Ephedra glauca
- Ephedra holoptera
- Ephedra intermedia
- Ephedra kardangensis
- Ephedra khurikensis

和名未定の種。ヒマラヤ地域に分布する。
- Ephedra laristanica
- Ephedra lepidosperma
- Ephedra likiangensis
- Ephedra lomatolepis
- Ephedra major

和名未定の種。地中海沿岸からヒマラヤまで広く分布する。
- Ephedra milleri

- Ephedra minuta

- Ephedra monosperma
- Ephedra multiflora
- Ephedra nevadensis
- Ephedra ochreata
- Ephedra oxyphylla
- Ephedra pachyclada
- Ephedra pedunculata
- Ephedra pentandra
- Ephedra przewalskii
- Ephedra pseudodistachya
- Ephedra regeliana
- Ephedra rhytidosperma
- Ephedra rituensis
- Ephedra rupestris
- Ephedra sarcocarpa
- シナマオウEphedra sinica[5]

中国に分布し、和名は分布地に因む。
- Ephedra somalensis
- Ephedra strobilacea
- Ephedra sumlingensis
- Ephedra tilhoana
- Ephedra torreyana
- Ephedra transitoria
- Ephedra triandra
- Ephedra trifurca
- Ephedra tweedieana
- Ephedra viridis
- Ephedra vvedenskyi
- Ephedra yangthangensis